# Jonathan Langdon
Jonathan Langdon est un acteur canadien, né le 17 décembre 1987 à Pickering en Ontario

## Filmographie

### Cinéma
- 2015 : Fast Camp : Walt
- 2015 : But I'd Really Have to Kill You : l'employé de bureau
- 2016 : Special Correspondents : le groom
- 2017 : Noël à Snow Falls : le conducteur de bus
- 2019 : Full Circle : M. Gowan
- 2019 : L'Arnaqueuse : Chris Stephens
- 2022 : Zombies 3 : le coach
- 2023 : Special Skills : Jonathan
- 2024 : Trap : Jamie

### Télévision
- 2013-2017 : But I'm Chris Jericho! : Todd Winslow (11 épisodes)
- 2014 : Sensitive Skin : le policier de parking (1 épisode)
- 2015 : Game On : Wilf Aldershot (7 épisodes)
- 2016 : The Girlfriend Experience : Corey (1 épisode)
- 2016-2017 : No Tomorrow : Hank (13 épisodes)
- 2018 : Zombies : le coach
- 2018 : In Contempt : Jim Johnson (6 épisodes)
- 2019 : Save Me : un passant (1 épisode)
- 2019-2020 : NOS4A2 : Lou Carmody (11 épisodes)
- 2020 : Utopia Falls : Regget (7 épisodes)
- 2020 : Zombies 2 : le coach
- 2022-2024 : Run the Burbs : Hudson Hawksley (28 épisodes)
- 2023 : Robyn Hood : Tuck (6 épisodes)
- 2023-2024 : Open Season: Call of Nature : Boog (4 épisodes)
- 2023-2024 : My Little Pony: Tell Your Tale : Eggmund Bunny, Jam Donut et Orange (4 épisodes)
- 2024 : Zombies: The Re-Animated Series : le coach (7 épisodes)